# Liturgusa atricoxata
Liturgusa atricoxata es una especie de mantis de la familia Liturgusidae.

## Distribución geográfica
Se encuentra en Costa Rica.